# Read Mountains
Die Read Mountains sind eine Gruppe felsiger Berggipfel im ostantarktischen Coatsland. Sie liegen östlich des Glen-Gletschers im südzentralen Teil der Shackleton Range.
Erstmals gesichtet wurden sie 1957 bei einem Überflug durch Teilnehmer der Commonwealth Trans-Antarctic Expedition (1955–1958) unter der Leitung des britischen Polarforschers Vivian Fuchs. Benannt sind sie nach dem britischen Geologen Herbert H. Read (1889–1970), Vorsitzender des Wissenschaftsausschusses und Mitglied des Managementausschusses dieser Forschungsreise.